# Astonia
Astonia is een geslacht uit de waterweegbreefamilie (Alismataceae). Het  telt een soort die voorkomt in Noord-Queensland in Australië.

## Soorten
- Astonia australiensis (Aston) S.W.L.Jacobs

Albidella · 
Alisma (Waterweegbree) · 
Baldellia · 
Burnatia · 
Caldesia · 
Damasonium · 
Echinodorus · 
Limnophyton · 
Luronium · 
Ranalisma · 
Sagittaria · 
Wiesneria